# بينوا كوسنيفروي
بينوا كوسنيفروي (بالفرنسية: Benoît Cosnefroy)‏ (و. 1995  م) هو راكب دراجة هوائية فرنسي.

## سباقات أو مراحل فاز بها
| التاريخ        | السباق                                                         | المركز                                           |
| -------------- | -------------------------------------------------------------- | ------------------------------------------------ |
| 21 أغسطس 2016  | سباق الطريق للرجال تحت 23 سنة في بطولة فرنسا 2016              |                                                  |
| 27 مايو 2017   | جراند بريكس دو بلومليك-موربيهان 2017                           | السادس في التصنيف العام                          |
| 04 أغسطس 2017  | سباق الطريق لأقل من 23 سنة للرجال - بطولة أوروبا للدراجات 2017 | الثاني في التصنيف العام                          |
| 17 سبتمبر 2017 | جراند بريكس دي إسبيرجوس 2017                                   | الفائز في التصنيف العام                          |
| 22 سبتمبر 2017 | سباق الطريق لأقل من 23 سنة في بطولة العالم 2017                | الفائز في التصنيف العام                          |
| 04 فبراير 2018 | نجم بسجس 2018                                                  | الثالث في تصنيف الجبال، الخامس في تصنيف أفضل شاب |
| 25 مارس 2018   | شوليه باي دي لا لورا 2018                                      | العاشر في التصنيف العام                          |
| 01 أبريل 2018  | لا رو تورانجيل 2018                                            | التاسع في التصنيف العام                          |
| 03 يونيو 2018  | بوكليس دي لا مايين 2018                                        | الرابع في تصنيف النقاط، السادس في تصنيف الجبال   |
| 18 أغسطس 2018  | طواف ليموزين 2018                                              | التاسع في تصنيف أفضل شاب                         |
| 26 أغسطس 2018  | جي بي واست-فرنسا 2018                                          | التاسع في التصنيف العام                          |
| 27 يناير 2019  | سباق كاديل ايفانز 2019                                         |                                                  |
| 16 أبريل 2019  | باريس-كاممبير 2019                                             | الفائز في التصنيف العام                          |
| 01 يونيو 2019  | جراند بريكس دو بلومليك-موربيهان 2019                           | الفائز في التصنيف العام                          |
| 18 أغسطس 2019  | بولينورماند 2019                                               | الفائز في التصنيف العام                          |
| 24 أغسطس 2019  | طواف ليموزين 2019                                              | الفائز في التصنيف العام                          |
| 06 أكتوبر 2019 | كأس فرنسا لركوب الدراجات على الطريق 2019                       | الأول في تصنيف أفضل شاب، الثاني في تصنيف النقاط  |
| 02 فبراير 2020 | سباق جائزة لا مارسيليس الكبرى 2020                             | الفائز في التصنيف العام                          |
| 09 فبراير 2020 | نجم بسجس 2020                                                  | الفائز في التصنيف العام                          |
| 04 أكتوبر 2020 | كأس فرنسا لركوب الدراجات على الطريق 2020                       | الأول في تصنيف أفضل شاب، الثاني في تصنيف النقاط  |
| 22 مايو 2021   | طواف فينيستير 2021                                             | الفائز في التصنيف العام                          |
| 29 أغسطس 2021  | جي بي واست-فرنسا 2021                                          | الفائز في التصنيف العام                          |
| 04 سبتمبر 2021 | تور دو جورا سايكليست 2021                                      | الفائز في التصنيف العام                          |
| 09 سبتمبر 2022 | جائزة كيبيك الكبرى للدراجات 2022                               | الفائز في التصنيف العام                          |
| 11 أبريل 2023  | باريس-كاممبير 2023                                             | الأول في التصنيف العام                           |
| 18 فبراير 2024 | طواف هوت فار 2024                                              | الفائز في التصنيف العام                          |
| 27 مارس 2024   | باريس-كاممبير 2024                                             | الفائز في التصنيف العام                          |
| 10 أبريل 2024  | برابانتس بييل 2024                                             | الفائز في التصنيف العام                          |
| 04 مايو 2024   | جراند بريكس دو موربيهان 2024                                   | الفائز في التصنيف العام                          |
| 11 مايو 2024   | 2024 Tour du Finistère                                         | الفائز في التصنيف العام                          |

## روابط خارجية
- بينوا كوسنيفروي على موقع الاتحاد الدولي للدراجات (الإنجليزية)
- بينوا كوسنيفروي على موقع أرشيف الدراجات (الإنجليزية)
- بينوا كوسنيفروي على موقع إحصائيات الدراجات الإحترافية (الإنجليزية)
- بينوا كوسنيفروي على موقع نسبة الدراجات (الإنجليزية)
- بينوا كوسنيفروي على موقع CycleBase (الإنجليزية)
- بينوا كوسنيفروي على موقع أوليمبيديا (الإنجليزية)